# 重富島津家
重富島津家（しげとみしまづけ）は、島津氏の支流である武家・士族・華族だった家。江戸時代には薩摩藩島津家の一門家として大隅国重富を領し、維新後には士族を経て華族の男爵家に列せられた。

## 歴史
元文2年（1737年）に島津継豊が弟・忠紀に越前島津家の系図等を与えて同家の再興という形で分家させたのに始まる。越前島津家とは島津本宗家の初代島津忠久の子で、越前島津家の祖である越前守護代忠綱の子・忠行が播磨国下揖保の地頭に任じられて同地に住したのに始まり、天文3年（1534年）の忠長の代に赤松氏とともに滅亡した氏族である。
忠紀は大隅国姶良郡脇元（鹿児島県姶良市）を領したが、越前島津家の領地に因んで同地を重富と改称して重富島津家を称するようになった。島津家の一門家臣の中でも筆頭の家格であり、家禄は1万4700石だった。
幕末には島津本宗家から重富島津家に養子に入った忠教が宗家に戻って久光となり、薩摩藩主となった息子の茂久の後見人となり、維新後には久光・忠義両名とも別々に華族の公爵に叙された。
一方、重富島津家は、久光の三男・珍彦（忠義の弟）が継ぎ、明治維新後には士族に列した。
明治17年（1884年）に華族が五爵制になった際に定められた『叙爵内規』の前の案である『爵位発行順序』所収の『華族令』案の内規（明治11年・12年ごろ作成）や『授爵規則』（明治12年以降16年ごろ作成）では旧万石以上陪臣が男爵に含まれており、重富島津家も男爵候補に挙げられているが、最終的な『叙爵内規』では旧万石以上陪臣は授爵対象外となったためこの時点では重富島津家は士族のままだった。
明治15年・16年ごろ作成と思われる『三条家文書』所収『旧藩壱万石以上家臣家産・職業・貧富取調書』は、島津珍彦について旧禄高1万4600石、所有財産は金禄公債2万6315円、田畑町1反3畝13歩、貸付金利歳入1983円余、合歳入金4752円27銭、職業は照国神社宮司、貧富景況は可と記している。
明治22年（1889年）1月19日には本宗家の島津忠義公爵が弟・珍彦への叙爵請願書を宮内省に提出した。重富島津家の由緒、珍彦の維新の功、所有財産などを列挙して同家の華族編列を要求した。同年2月28日付けの「爵位局ヨリ宮内大臣ヘ伺」によれば、宮内省は珍彦と山内豊績の叙爵請願の審査をめぐって、旧大名一門士族の叙爵は3つの要件（1.華族戸主の血族の親、2.維新前後功労ありしもの、3.華族の資格を維持するに足る財産あるもの）を満たしていた場合のみ叙爵するという方針を立て、珍彦と豊積については3つとも該当するので男爵を授けられるべきと結論したという。宮内省より上奏を受けた明治天皇の裁可を得て、同年3月2日付けで珍彦は男爵に叙せられた。
珍彦は鹿児島高等中学造士館長を務めた他、貴族院の男爵議員に当選して務めた。
珍彦の孫の3代男爵忠彦の代に重富島津男爵家の住居は東京市牛込区市谷仲之町にあった。忠彦も貴族院で男爵議員に当選して務め、戦後は参議院議員に当選して務め、昭和44年には勲二等旭日重光章を授けられた。

## 歴代当主
1. 島津忠紀...父：島津吉貴（島津本宗家）
　　　　　子：島津忠救（2代）
2. 島津忠救…父：島津忠紀
　　　　　子：島津忠貫（3代）
　　　　　　　島津久倫（島津徳之助家祖）
　　　　　　　入来院定経（入来院氏本家）
　　　　　　　町田久昶（町田勘解由家）
3. 島津忠貫…父：島津忠救
　　　　　子：島津忠公（4代、養子、島津本宗家斉宣の子）
4. 島津忠公…父：島津忠貫（養父）
　　　　　　　島津斉宣（実父、島津本宗家）
　　　　　子：島津忠教（5代、養子、島津本宗家斉興の子）
5. 島津忠教…父：島津忠公（養父）
　　　　　　　島津斉興（実父、島津本宗家）
　　　　　子：島津茂久（島津本宗家）
　　　　　　　島津久治（宮之城島津家）
　　　　　　　島津忠鑑（6代）
　　　　　　　島津忠欽（今和泉島津家）
6. 島津忠鑑…父：島津忠教